# Axel Tallberg

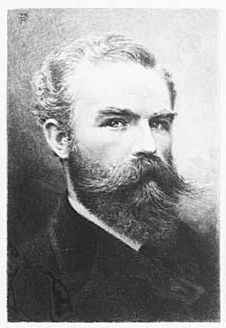
Axel Tallberg, Selbstporträt

Axel Tallberg (* 23. September 1860 in Gävle, Gästrikland, Schweden; † 8. Januar 1928 in Solna, Uppland, Schweden) war ein schwedischer Maler und Grafiker, der vor allem als Radierer bekannt wurde. Als Lehrer an der Kunstakademie Stockholm prägte er in den Jahren 1895 bis 1926 eine nachfolgende Generation schwedischer Stecher.

## Leben

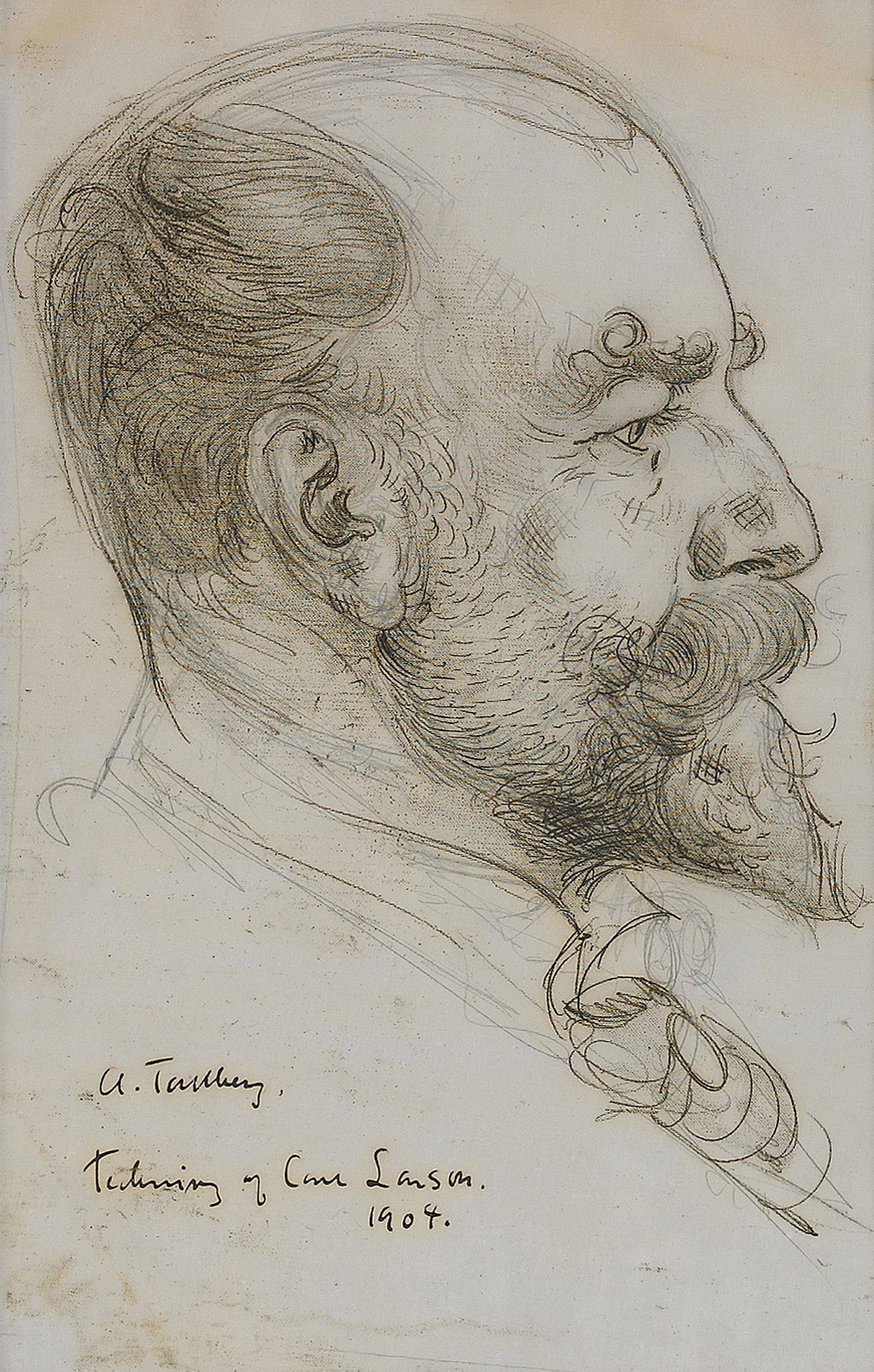
Axel Tallberg, Radierung von Carl Larsson, 1904

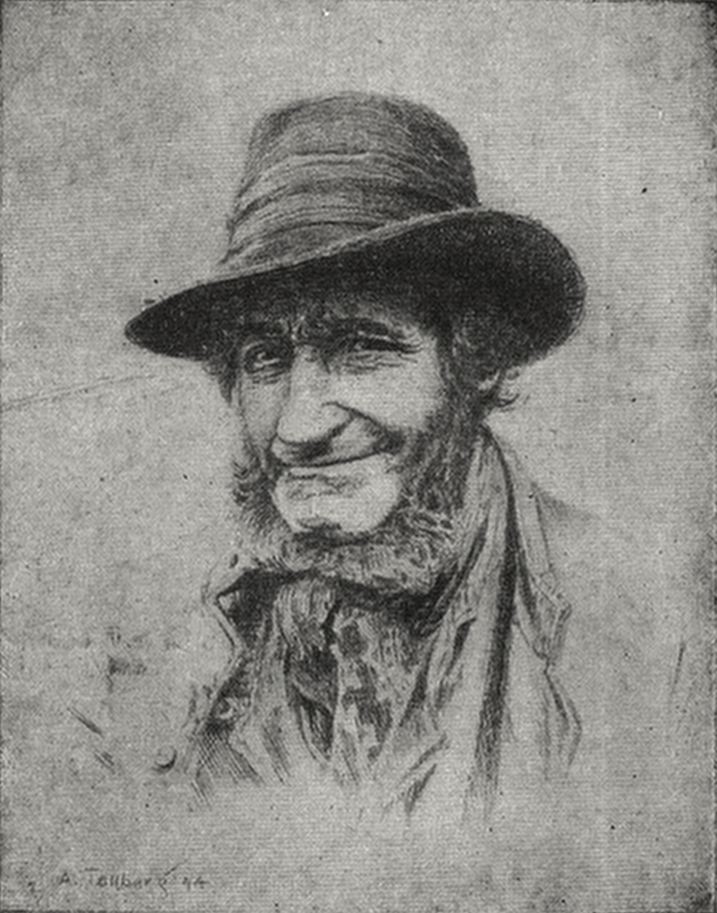
Kopfstudie, 1907

Tallberg, Sohn des Metallarbeiters Carl Erik Tallberg und dessen Ehefrau Kristina Johansson, studierte in den Jahren 1878 bis 1882 Malerei an der Kunstakademie Stockholm. Dann wechselte er auf die Kunstakademie Düsseldorf, wo er in den Jahren 1883 bis 1884 ein Schüler des Kupferstechers Carl Ernst Forberg war. Auch die Darstellung von Landschaften und das Aquarellieren trainierte er an der Düsseldorfer Akademie. Nach Studienreisen in Deutschland, Italien, Frankreich, Spanien und Nordafrika ging er nach England, wo er sich in den Jahren 1889 bis 1895 in Burnham (Buckinghamshire) bzw. Windsor (Berkshire) bei London niederließ und dort einer Kolonie schwedischer Stecher angehörte.
Nachdem er nach Schweden zurückgekehrt war, begann er 1895 Radierkurse an der Kunstakademie Stockholm zu geben, die 1909 dort als eigene Fachrichtung institutionalisiert wurden. 1919 wurde ihm der Titel eines Professors verliehen. Zu seinen Schülern zählten Caleb Althin (1866–1919), Edvard Berggren (1876–1961), Knut Borgh (1867–1946), Gabriel Burmeister (1886–1946), Erik Ekroth, Albert Engström (1869–1940), Carl Johan Forsberg (1868–1938), Axel Fridell, Greta Gerell (1898–1982), Charles Lachs (1879–1972), Erik Johannes Lindkvist (1889–1955), Albert Olson Mesch (1870–1945), Gottfrid Olsson (1890–1979), Oscar Parviainen (1880–1938) und Esther Salmson (1877–1966). Ein namhafter schwedischer Künstler, den er durch seine Arbeit beeinflussen konnte, war der Maler Carl Larsson. Ab 1895 gab Tallberg die Zeitschrift Förgät-mig-ej (Vergissmeinnicht) heraus. Im Jahr 1900 heiratete er Greta Katarina Kristina Santesson (* 1879). Sie gebar die Tochter Lizzie Tallberg (1903–1960), die eine bildende Künstlerin und Schriftstellerin wurde. Als Mitglied der Royal Society of Painter-Etchers und des Royal Archaeological Institute of Great Britain and Ireland, beide in London, hielt er seine Kontakte nach Großbritannien aufrecht. Ab 1902 fungierte er als schwedischer Korrespondent der britischen Kunst- und Kulturzeitschrift The Studio.